# Тосина улица
То́сина у́лица — улица во Фрунзенском районе Санкт-Петербурга. Проходит от Лиговского проспекта в сторону Камчатской улицы.

## История
Название Тосина улица известно с 1908 года, происходит от фамилии землевладельца и имеет в составе названия форму краткого притяжательного прилагательного женского рода. Первоначально проходила от поворота до конца. В 1940-е годы к ней присоединена Виндавская улица.
Название Виндавская улица (от Лиговского проспекта до поворота к Тосиной улице) дано 22 мая 1900 года по Московско-Виндаво-Рыбинской железной дороге, вдоль товарной станции которой проходила улица. В 1940-е годы присоединена к Тосиной улице.
В июне 2016 года был снесён дом 236, литера Э, по Лиговскому проспекту, выходивший на Тосину улицу. Он был построен в 1959 году.

## Застройка
- № 1, корпус 2, — жилой дом (2025[5])
- № 3, корпус 3, — детский сад (2025[6])
- № 4 — детский сад (2022[7])
- № 5 — промышленный объект
- № 6 — жилой дом (2022[8])
- № 7 — промышленный объект
- № 9 — промышленный объект
- № 12 — промышленный объект